# Garza (Familienname)
Garza (spanisch „Reiher“) ist ein spanischer Familienname.

## Namensträger
- Alana de la Garza (* 1976), US-amerikanische Schauspielerin
- Alicia Garza (* 1981), US-amerikanische schwarze Aktivistin und Redaktionsschreiberin
- Alonso Gerardo Garza Treviño (* 1947), mexikanischer Geistlicher, Bischof von Piedras Negras
- Angel Garza (* 1992), mexikanischer Wrestler
- Ana Lucía de la Garza Barroso, mexikanische Medizinerin, Epidemiologin, Gesundheitsbeamtin
- Cecilia Tamayo-Garza (* 1997), mexikanische Leichtathletin
- Cecilio Garza Limón (* 1952), mexikanischer Botschafter
- César Garza (* 2005), mexikanischer Fußballspieler
- César Garza Miranda (* 1971), mexikanischer Ordensgeistlicher, Weihbischof in Monterrey
- Cristina Rivera Garza (* 1964), mexikanische Soziologin, Historikerin und Schriftstellerin
- Daniel Garza (* 1985), mexikanischer Tennisspieler
- David Garza Pérez (* 1988), mexikanischer Autorennfahrer
- Dinora Garza (* 1988), mexikanische Fußballspielerin
- Eduardo Fernández de la Garza (* 1962), mexikanischer Fußballspieler
- Eva Garza (1917–1966), mexikanische Sängerin
- Federico Cantú Garza (1907–1989), mexikanischer Künstler
- Francisco Garza Gutiérrez (1904–1965), mexikanischer Fußballspieler
- Greg Garza (* 1991), US-amerikanischer Fußballspieler
- Héctor Garza († 2013), mexikanischer Wrestler
- Ignacio de la Garza (* 1905), mexikanischer Fußballtorwart
- Jaime Garza (* 1959), US-amerikanischer Boxer
- Jessica Garza (* 2000), US-amerikanische Schauspielerin
- José Manuel Garza Madero (* 1952), mexikanischer Geistlicher, Weihbischof in Monterrey
- Josele Garza (* 1962), mexikanischer Automobilrennfahrer
- Juan Manuel Garza (* 1983), mexikanischer Fußballspieler
- Juan Raul Garza (1957–2001), Drogenbaron, Mörder und 720. Hingerichteter der US-Justiz
- Kika de la Garza (1927–2017), US-amerikanischer Politiker
- Loreto Garza (* 1963), US-amerikanischer Boxer
- Luka Garza (* 1998), US-amerikanisch-bosnischer Basketballspieler
- Manuel Garza (1980–2015), US-amerikanischer Mörder
- Matt Garza (* 1983), US-amerikanischer Baseballspieler
- Michael Garza (* 2001), US-amerikanischer Schauspieler
- Miguel Ángel Espinoza Garza (* 1966), mexikanischer Geistlicher, Koadjutorbischof von La Paz en la Baja California Sur
- Natalie Garza (* 1982), US-amerikanische Schauspielerin
- Nazario S. Ortíz Garza (1893–1991), mexikanischer Politiker und Manager
- Néstor Garza (* 1976), mexikanischer Boxer
- Nicole Garza (* 1982), US-amerikanische Schauspielerin
- Rafael Garza Gutiérrez (Récord; 1896–1974), mexikanischer Fußballspieler und -trainer
- Rob Garza (* 1970), US-amerikanischer Musiker, siehe Thievery Corporation
- Roberto Garza (* 1979), US-amerikanischer American-Football-Spieler
- Rodrigo Garza (* 1979), spanischer Hockeyspieler
- Santiago de los Santos Garza Zambrano (1837–1907), mexikanischer Geistlicher, Erzbischof von Linares o Nuevo León